# Spermacoce inaperta
Spermacoce inaperta är en måreväxtart som beskrevs av Ferdinand von Mueller. Spermacoce inaperta ingår i släktet Spermacoce och familjen måreväxter. Inga underarter finns listade i Catalogue of Life.